# David E. Jeremiah

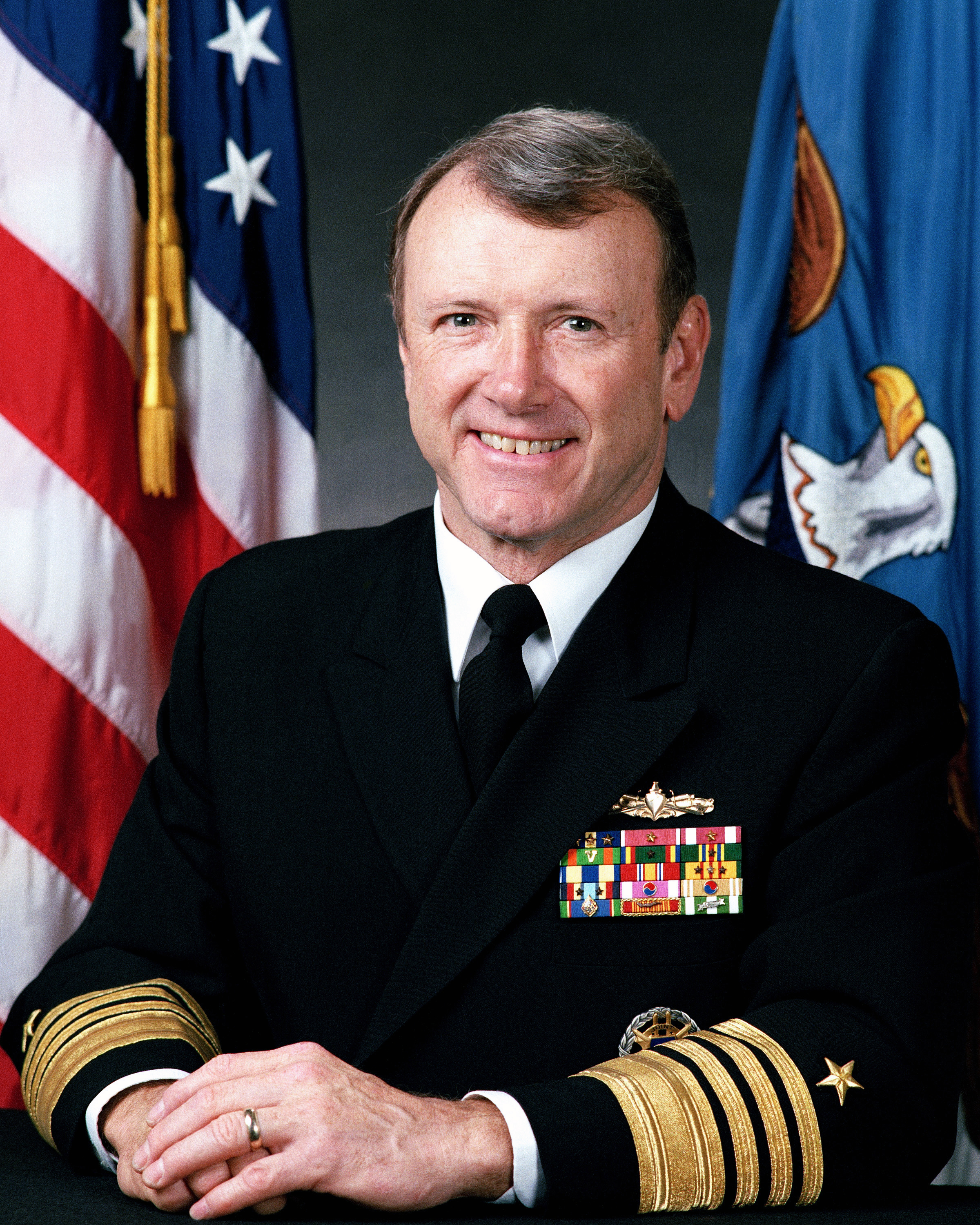
Admiral David E. Jeremiah (1990)

David Elmer Jeremiah (* 25. Februar 1934 in Portland, Oregon; † 7. Oktober 2013) war ein US-amerikanischer Admiral der US Navy, Vorsitzender der Joint Chiefs of Staff sowie Manager.

## Biografie
Nach dem Schulbesuch studierte er Betriebswirtschaftslehre an der University of Oregon und schloss dieses mit einem Bachelor of Science (B.S. Business Administration) ab. Eine anschließendes Postgraduiertenstudium in Finanzmanagement an der George Washington University beendete er mit einem Master of Arts (M.A. Financial Management). Während seiner militärischen Laufbahn in der US Navy wurde er am 30. September 1987 als Admiral Kommandeur der US Pacific Fleet und behielt diesen Posten bis zum 15. Februar 1990.
Im Anschluss wurde er am 1. März 1990 Stellvertretender Vorsitzender der Vereinigten Stabschefs (Vice Chairman, Joint Chiefs of Staff) und hatte diese Funktion bis zu seinem Eintritt in den Ruhestand am 28. Februar 1994 inne. Als solcher war er nach dem vorzeitigen Ausscheiden von General Colin Powell vom 1. bis zum 24. Oktober 1993 amtierender Vorsitzender der Vereinigten Stabschefs.
Nach seinem Ausscheiden aus dem Militärdienst wechselte er in die Privatwirtschaft und war seit 2002 Vorstandsvorsitzender von Wackenhut Services, Inc. Außerdem wurde er Vorstandsmitglied von Alliant Techsystems 1995, der Todd Shipyards Corporation 2003 sowie des Rüstungsunternehmens ManTech International 2004 und war auch Vorstandsmitglied von Geobiotics, Inc., In-Q-Tel und des Rüstungskonzerns Litton Industries. Außerdem war er Präsident der Technology Strategies & Alliances Corporation und seit 1999 Treuhänder (Trustee) der MITRE Corporation.

## Auszeichnungen
Auswahl der Dekorationen, sortiert in Anlehnung der Order of Precedence of the Military Awards
- Presidential Citizens Medal
- Defense Distinguished Service Medal
- Army Distinguished Service Medal
- Navy Distinguished Service Medal (5 ×)
- Air Force Distinguished Service Medal
- Coast Guard Distinguished Service Medal
- Legion of Merit (2 ×)
- Meritorious Service Medal (2 ×)
- Orden der Aufgehenden Sonne 1. Klasse
- Orden der Krone von Thailand 2. Klasse